# Thomas Drachenberg

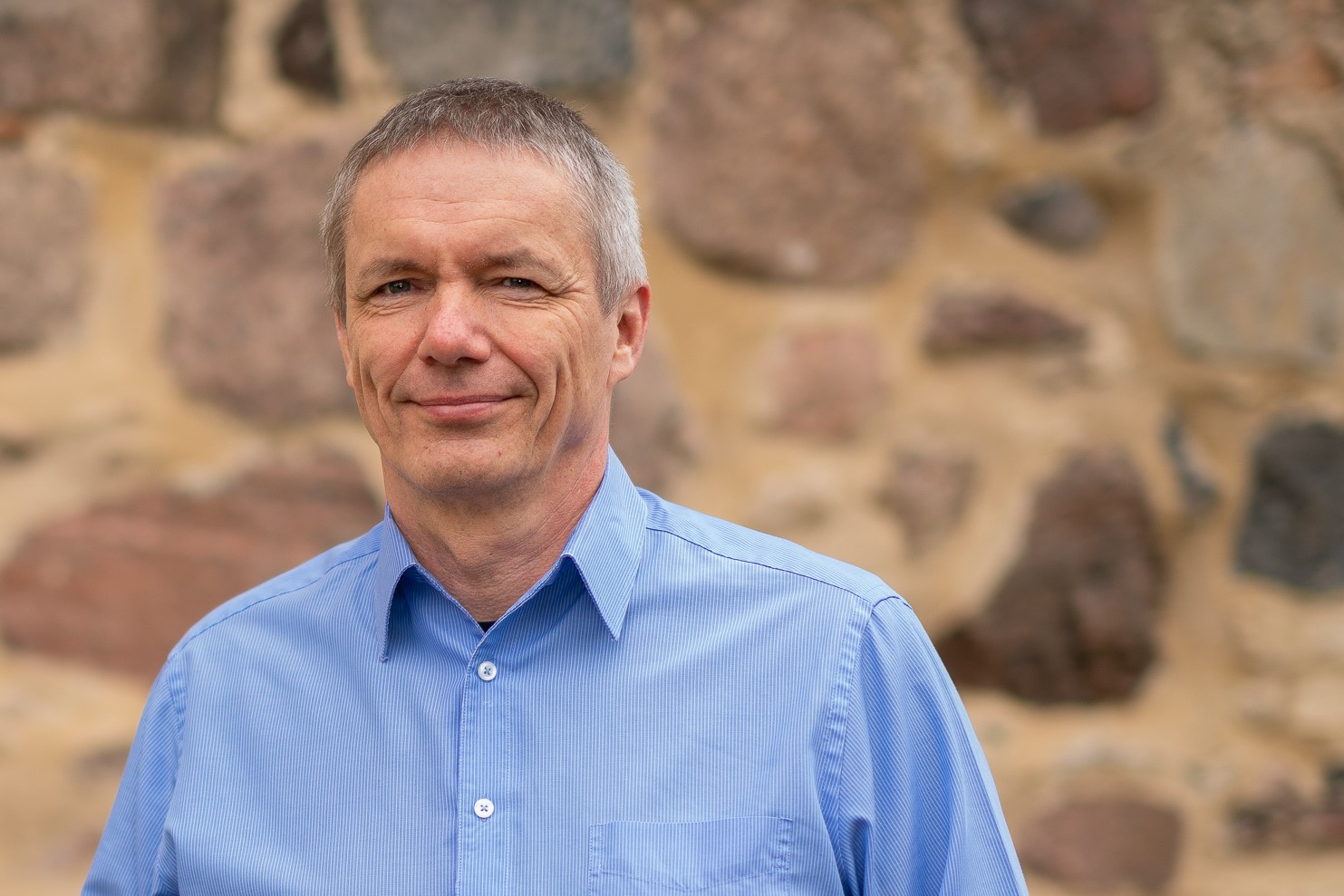
Thomas Drachenberg (2020)

Thomas Drachenberg (* 4. Juni 1962 in Berlin) ist ein deutscher Kunsthistoriker. Seit 2012 ist er brandenburgischer Landeskonservator und stellvertretender Direktor des Brandenburgischen Landesamtes für Denkmalpflege und Archäologischen Landesmuseums.

## Leben und Ausbildung
Thomas Drachenberg wuchs als Sohn von Erhard Drachenberg und Gisela Drachenberg in Berlin-Johannisthal auf und machte 1981 Abitur an der 2. Erweiterten Oberschule Berlin-Mitte, die als Nachfolgerin des Gymnasiums zum Grauen Kloster, auch noch zu DDR-Zeiten Latein und Altgriechisch als Spezialisierung anbot. Nach dem Wehrdienst studierte er von 1984 bis 1989 Kunstgeschichte und Klassische Archäologie an der Humboldt-Universität zu Berlin. Dort schloss er sein Studium mit einer Baumonographie über die Nikolaikirche in Brandenburg an der Havel als Diplomarbeit ab. 1999 wurde er an der Freien Universität zu Berlin zur Baugeschichte der Stadt Luckenwalde von 1918 bis 1933 promoviert. 

## Wirken als Denkmalpfleger
Von 1989 bis 2003 war er Gebietsreferent in der Abteilung Praktischen Denkmalpflege, vorerst im Institut für Denkmalpflege der DDR und ab 1991 im neu begründeten Brandenburgischen Landesamt für Denkmalpflege. Zunächst arbeitete er an der denkmalpflegerischen Erfassung des Baubestandes der Neustadt, Altstadt und Dominsel in Brandenburg an der Havel für die erste Denkmaltopographie der Bundesrepublik Deutschland im Land Brandenburg mit. Er betreute denkmalfachlich verschiedene Landkreise des Landes Brandenburg, u. a. den Landkreis Teltow-Fläming. In Luckenwalde konnte er denkmalpflegerisch die Restaurierung von Bauten der 1920er Jahre in der Stadt beraten, unter anderem das Stadttheater mit der Friedrich-Ebert-Schule. Von 1999 bis 2003 zeichnete er ebenfalls denkmalfachlich für die Stadt Brandenburg an der Havel und den Landkreis Potsdam-Mittelmark verantwortlich. In diese Zeit fiel die denkmalfachliche Betreuung der Sanierung der Burg Ziesar.
Von 2003 bis 2012 war er Abteilungsleiter für die Bau- und Kunstdenkmalpflege im Brandenburgischen Landesamt. Neben der Leitung und Koordinierung der denkmalfachlichen Arbeit in der Abteilung moderierte und löste er Konfliktfälle bei der Sanierung an Denkmalen. Ausgewählte Objekte betreute er denkmalfachlich auch weiterhin selbst, u. a. die Konservierung des ehemaligen Gefängnisses der Sowjetischen Spionageabwehr in der Potsdamer Leistikowstraße zu einer Mahn- und Gedenkstätte.
Seit der Pensionierung von Detlef Karg ist er seit 2012 brandenburgischer Landeskonservator und stellvertretender Direktor des Brandenburgischen Landesamtes für Denkmalpflege und Archäologischen Landesmuseums.
Er hatte mehrere Lehraufträge: 1999 bis 2002 an der BTU Cottbus, 2003 bis 2018 an der FU Berlin und seit 2003 im Masterstudiengang Denkmalpflege an der TU Berlin. Im Juli 2019 wurde er durch den Beschluss des Akademischen Senats der Technischen Universität Berlin zum Honorarprofessor für das Fach „Praxis der Denkmalpflege“ ernannt.

## Schriften (Auswahl)
- Brandenburg. Stadt unter Denkmalschutz. Verlag für Bauwesen, Berlin und München 1992, ISBN 3-345-00543-3.
- Die Baugeschichte der Stadt Luckenwalde von 1918–1933 (= Forschungen und Beiträge zur Denkmalpflege im Land Brandenburg, Band 2). Werner, Worms 1999, ISBN 3-88462-168-8.
- Bischofsresidenz Burg Ziesar. Das Haus – Das Denkmal – Das Museum. Lukas-Verlag, Berlin 2005 (mit eigenem Beitrag), ISBN 3-936872-41-4.
- „… und die Stadt, Luckenwalde, sprang wie ein Teufel aus seiner Schachtel.“ Baukultur in Luckenwalde. In: Kulturland Brandenburg e. V. (Hrsg.): Abbruch Umbruch Aufbruch, Regionale Baukultur in Brandenburg, Leipzig 2006, S. 92–106, ISBN 978-3-7338-0352-0
- Revitalisierung der Innenstadt – Denkmalpflege als Bestandteil der Stadtentwicklung. Deutsches Nationalkomitee für Denkmalschutz, Bonn 2008, ISBN 3-922153-17-8.
- Zabytkowe rezydencje w krajobrazie przygranicznych regionow Polski i Niemec – Schlösserlandschaften in der deutsch-polnischen Grenzregion. Hrsg. vom NID Warszawa – Warschau, 2016, Konzeption, Mitarbeit Texte Land Brandenburg, deutsche Redaktion: Thomas Drachenberg ISBN 978-83-63260-68-2
- (zusammen mit Marcus Cante) Von einstürzenden Altbauten zur Erfassung und Sanierung des Bestandes. Erinnerungen an unsere Jahre des beruflichen Anfangs. In: Gestern Heute Morgen. Erhaltung durch Wandel. 30 Jahre Stadtsanierung in Brandenburg an der Havel. Hrsg. Joachim Müller, Schnell + Steiner, Regensburg 2023, ISBN 978-3-7954-3821-0, S. 58–85. (Nachdruck in: Brandenburgische Denkmalpflege, Neue Folge, Jahrgang 11, Heft 1, S. 8–109)

### Als Herausgeber
- Denkmalpflege und Gesellschaft. Detlef Karg zum 65. Geburtstag. Hinstorff, Rostock 2010, ISBN 978-3-356-01413-6. (Sammelband zum Forschungsstand in der brandenburgischen Denkmalpflege, mit eigenem Beitrag)
- Brandenburgische Denkmalpflege, Neue Folge. Geymüller-Verlag, Aachen, ISSN 0942-3397 (Halbjahreszeitschrift des Landesamtes)